# 気仙沼警察署
気仙沼警察署（けせんぬまけいさつしょ）は、宮城県警察が管轄する警察署のひとつである。署内には高速道路交通警察隊の気仙沼分駐隊も拠点を構えている。

## 沿革

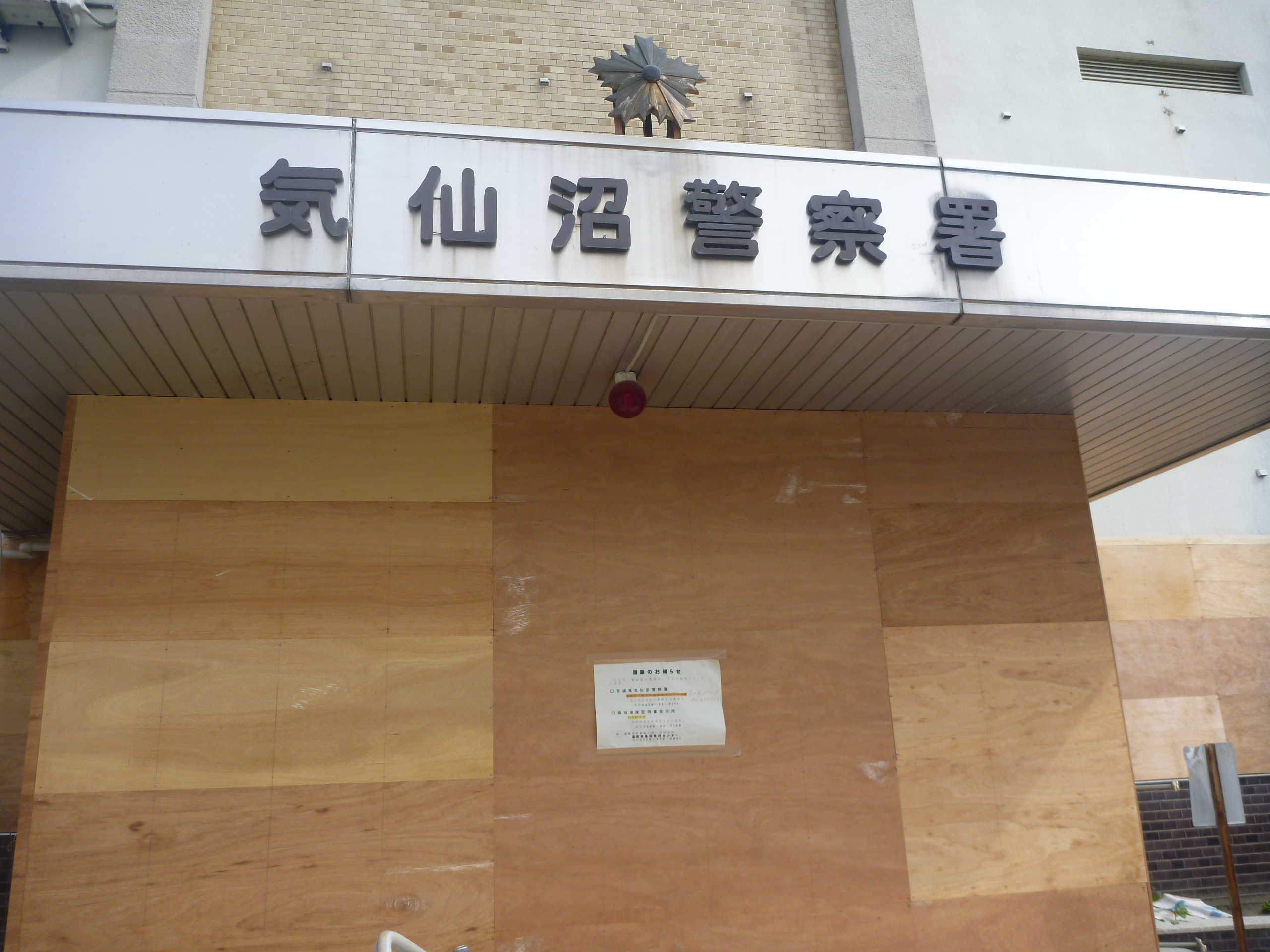
震災後の気仙沼警察署の正面玄関（2011年6月）。「閉鎖のお知らせ」と書かれた紙が貼られ、ベニヤ板で閉ざされている。

- 1887年（明治20年） - 志津川警察署気仙沼分署から気仙沼警察署に改称。
- 1929年（昭和4年）2月24日 - 市内で発生した大火に巻き込まれて警察署も焼失[1]。
- 1954年（昭和29年） - 新警察法の施行により、宮城県気仙沼警察署が発足。
- 2011年（平成23年）
  - 3月11日 - 東北地方太平洋沖地震（東日本大震災）による津波により、庁舎被災。気仙沼・本吉広域防災センターに機能移転。
  - 4月1日 - 花の道けせんぬまパーキングに仮設庁舎を設置。
  - 10月1日 - 庁舎移転新築予定地だった旧鼎が浦高校の跡地に仮庁舎を移転。
- 2016年（平成28年）3月22日 - 新庁舎を新築移転。
- 2019年（平成31年）4月3日 - 鹿折駐在所がBRT鹿折唐桑駅前に移転完成。同時に地域住民の犠牲者や警察官殉職者の慰霊碑も建立[2]。
- 2023年（令和5年）4月1日 - 小原木駐在所が廃止され唐桑駐在所小原木連絡所となる。[3]

## 組織
- 会計課
  - 会計係

- 警務課
  - 警務係
  - 相談係
  - 被害者支援係

- 留置管理課
  - 留置管理係

- 生活安全課
  - 生活安全係
  - 少年・生活安全捜査係

- 地域課
  - 地域係

- 刑事課
  - 捜査第一係
  - 捜査第二係
  - 鑑識係

- 交通課
  - 交通指導係
  - 交通事故捜査係
  - 免許係

- 警備課
  - 警備係

## 交番
- 気仙沼中央交番 - 気仙沼市本町一丁目2番32号

## 駐在所
- 鹿折駐在所 - 気仙沼市中みなと町141番地
- 松岩駐在所 - 気仙沼市松崎浦田165番地1
- 新月駐在所 - 気仙沼市松川前133番地
- 階上駐在所 - 気仙沼市長磯前林73番地
- 大島駐在所 - 気仙沼市廻館120番地5
- 唐桑駐在所 - 気仙沼市唐桑町明戸215番地1
- 本吉駐在所 - 気仙沼市本吉町津谷館岡97番地の1
- 大谷駐在所 - 気仙沼市本吉町寺谷21番地11

## 連絡所
- 唐桑駐在所小原木連絡所 - 気仙沼市唐桑町岩井沢103番地1

## 警備艇
- こまくさ 宮2 （3.4t）

## その他
- 運転免許の更新については免許センターから遠隔地にあるということで、気仙沼署管内の運転者は気仙沼警察署で行っており、月曜 - 金曜と第2日曜日の8:30 - 9:30と13:00 - 14:00に即日交付を行う[4]。
- 2010年（平成22年）7月12日、包丁を持った強盗に押し入られる（即時現行犯逮捕）